# Kramolin Viktor
Kramolin Viktor (Nagybecskerek, 1855. október 22. – Győr, 1918. április 12.) Nyitra vármegye főispánja, ügyész.

## Élete
Szülők Kramolin Antal és Grab Laura. Első felesége nemespanni Barta Ilona 1884-ben Jászfalun hunyt el. További felesége Rudnay Mária (1863-?) volt.
Budapesten a Királyi Magyar Tudományegyetemen szerzett jogi diplomát. 1883-ban alügyész lett Kecskeméten, majd vezetőügyész Pozsonyban. 1901 novemberében pozsonyi királyi helyettes főügyész volt, amikor javasolták Nyitra vármegye főispánjának. 1904-ben nyugalmazott főispánként a Győri Királyi Főügyészségen lett ismét helyettes főügyész, 1914-ben főügyész, tagja a város törvényhatósági bizottságának.
A Toldy Kör elnöke. Részt vett a Kisfaludy Irodalmi Kör szervezésében, 1908-tól első elnöke.
A győri köztemetőben helyezték örök nyugalomra, de sírját 1964-ben felszámolták.